# Revolution (låt, 2025)
Revolution är en låt framförd av Måns Zelmerlöw i Melodifestivalen 2025. Låten, som deltog i den fjärde deltävlingen, gick direkt vidare till final där den slutade på andra plats.
Låten är skriven av Sebastian Atas, David Lindgren Zacharias, Ola Svensson och Zelmerlöw.